# 专名学
专名学（onomastics，onomatology）是研究各种专有名詞以及其起源的學門，其英语「onomastics」一词来源于希腊语，而即为「名字」之意。

## 細部分類
- 地名学是研究地名的由來、語詞構成、含義、演變、分布規律、讀寫標準化和功能，以及地名與自然和社會環境之間關係的一門學問。
- 人名学研究人名的分類、來源歷史、型態改變、地理分布、文化意涵等。
- 文學專名學是研究文學作品和其他小說中名稱的一門學問。
- 社會專名學是研究社會或文化中名稱的一門學問。